# 页岩油
頁岩油（英語：Shale oil）是種非常規石油，由油頁岩的碎片透過熱裂解、氫化或是熱溶解方式提煉而得。這些加工過程可把岩石中的有機物（油母質）轉化為合成燃料（油與氣）。產生的油可以立即當燃料使用，或是透過添加氫，和去除硫和氮等雜質來升級，以符合煉油廠的原料規格要求。頁岩油的精煉產品與常規原油的衍生產品相似。
“頁岩油”這個名詞也用於描述從其他非常規、滲透率極低的地層頁岩中生產的原油。但為減少把從油頁岩提煉的頁岩油與含油頁岩中的原油混淆的風險，使用“緻密油”稱呼後者會更適合。 國際能源署建議以“輕質緻密油（light tight oil）”稱呼後者，世界能源理事會的2013年世界能源資源報告，也稱含油岩石中的原油為“緻密油”。

## 歷史

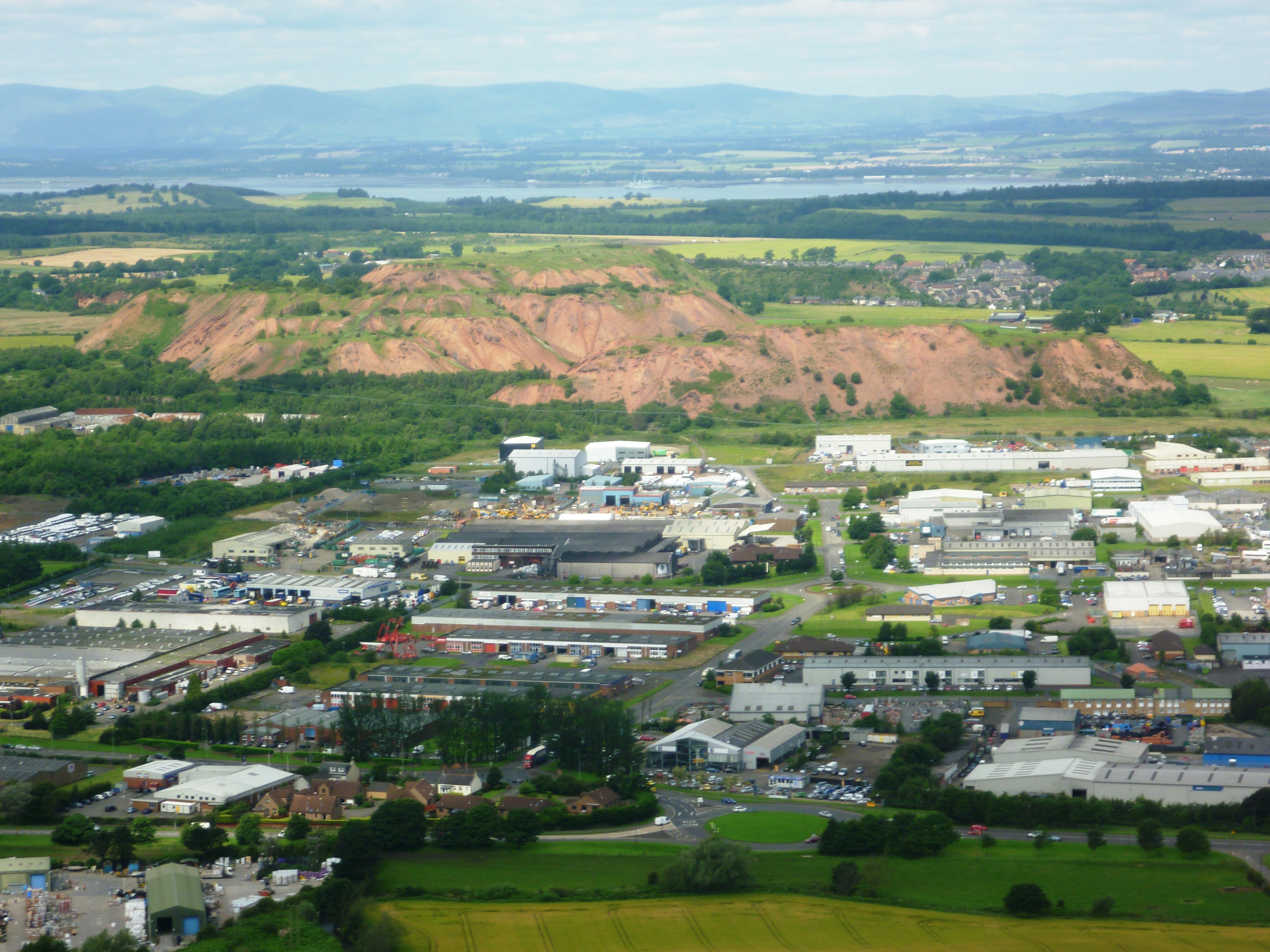
位於蘇格蘭西洛錫安的三個油頁岩碎片堆積而成的小山，顯示當地在19世紀曾有過煤油產業的存在。

油頁岩是人類最早利用的礦物油之一。在公元10世紀，亞述人醫生馬里迪尼首度描述一種從“某種瀝青頁岩”中提煉石油的方法。在14世紀初於瑞士和奧地利也有使用頁岩油的報導。18世紀符騰堡王朝腓特烈一世 (符騰堡公爵)的私人醫生在1596年將其治療特性記錄下。在18世紀之交，頁岩油在義大利摩德納用於街道的夜間照明之用。 英國王室於1694年授予三人一項專利，因為這些人“找到一種方法，可從一種石頭中提取和製造大量的瀝青、焦油和石油。”提煉出產品後來冠以Betton's British Oil之名銷售，據說這種乾餾物“經罹患各種疼痛的人嘗試之後，獲益良多。”現代的頁岩油開採業於1830年代在法國和1840年代在蘇格蘭建立。提煉而得的油被用作燃料，潤滑劑和燈油。第一次工業革命開始後，也產生對於照明的需求。這種油品成為當時日益稀缺和價格昂貴鯨油的替代品。
頁岩油開採作業於19世紀後期在澳大利亞、巴西和美國建立。中國、愛沙尼亞、紐西蘭、南非、西班牙、瑞典和瑞士則在20世紀初開始生產頁岩油。由於20世紀中葉在中東發現常規油田，導致油頁岩產業中的大部分進入停滯狀態，但愛沙尼亞和中國東北部仍持續開採，直到21世紀初。為應對世界在21世紀之交不斷上漲的石油價格，美國、中國、澳大利亞和約旦又重新啟動、探勘或是更新開採的作業。

## 開採和提煉過程
頁岩油是把油頁岩透過熱裂解、氫化或熱溶解而提煉出的產物。熱裂解是透過裝置於地上或岩層內的乾餾器進行。迄2008年，大多數油頁岩產業的做法是開採岩石，將之破碎，再運輸到乾餾廠提煉，但曾有過幾種在礦藏現場（In situ）執行的實驗生產過程。讓油母質分解成可用的碳氫化合物的溫度隨過程的時間尺度而變化；在地面乾餾過程中，油母質到300°C (570°F) 時就開始分解，溫度越高，會進行更快、更完全。在480至520°C（900至970°F）之間的溫度時的分解速度最快。
氫化和熱溶解（反應流體工藝）使用轉移氫化、溶劑或是兩者的組合來提煉。熱溶解的做法是在升高的溫度和壓力下加入溶劑，把溶解的有機物裂化，來增加油產量。不同的生產方法，產出具有不同特性的頁岩油。
衡量開採可行性的一個關鍵指標，是油頁岩產生的能量與其開採和加工過程中所需能量的比率，這種比率稱為“能源投資回報率”(EROEI)。 當EROEI為2（即2:1比率）時，表示要生產2桶石油，必須燃燒/消耗1桶油的等量能量。在1984年所做的一項研究，估計各種已知油頁岩礦藏的EROEI落在0.7–13.3之間。最近的研究估計油頁岩的EROEI為1-2:1或是2-16:1，取決於內部能源是否被計為成本，或僅將購買的能源計為輸入，而把內部能源排除在外。殼牌公司在2006年報告其在“Mahogny研究項目（參見殼牌原位開採頁岩油工藝）”中，in situ開採的EROEI可達到3到4之間。 
乾餾過程中可提煉出的油量因油頁岩種類和使用的技術而異。位於美國科羅拉多州、懷俄明州及猶他州的格林河地層中約6分之1的油頁岩具有相對較高的產量，每噸油頁岩可產出25至100美制加侖（95至379升，或21至83英制加侖）頁岩油；約3分之1的油頁岩，每噸可產出約10至25美制加侖（38至95升，8.3至20.8英制加侖），10美製加侖/噸相當於每100噸頁岩約產3.4噸石油。格林河地層中大約一半的油頁岩產量低於10美制加侖/噸。
全球主要頁岩油生產者均會公佈其商業運作產量。撫順礦業集團報告其每年從660萬噸頁岩中產出30萬噸頁岩油，按重量計，產量比為4.5%。愛沙尼亞頁岩油控股公司VKG Oil聲稱每年從200萬噸頁岩中生產250,000噸石油，產量比為13%。巴西石油在南聖馬特烏斯的Petrosix工廠每天可從6,200噸頁岩中生產550噸石油，產量比為9%。

## 屬性
提煉出的頁岩油特性會因母體油頁岩的成分和提煉技術而異。頁岩油是種複雜的碳氫化合物，具有傳統石油的整體特性。頁岩油通常含有大量的烯烴和芳香烴。頁岩油也含有大量的雜原子。典型的頁岩油成分含有0.5-1%的氧、1.5-2%的氮和0.15-1%的硫，有些含有更多的雜原子，也經常包含礦物顆粒和金屬。通常其流動性低於常規原油，傾點溫度在24至27°C（75至81°F），而傳統原油的傾點在-60至30°C（-76至86°F）），這種屬性影響到頁岩油在一般管道中的輸送能力。
頁岩油含有會致癌的多環芳香烴。頁岩油原油被描述為具有輕微的致癌潛力，與某些中間煉油產品相似，而經升級的頁岩油，致癌潛力會被降低，因為大多數多環芳烴被認為會經氫化而分解。世界衛生組織（WHO）把頁岩油列為第一類致癌物（參見致癌物質#International Agency for Research on Cancer）。

## 升級
頁岩油原油可立即作燃料油使用，但許多其他應用須經升級後方可。這類原油有不同特性，在送往傳統煉油廠精煉之前需做相應的預（升級）處理。 
原油中顆粒物會堵塞管道；所含的硫和氮會造成空氣污染。硫和氮，以及可能存在的砷和鐵，也會破壞精煉時所用的催化劑。烯烴會形成不溶性的沉澱物，導致不穩定。油中的氧含量高於常規原油，有助於形成具有破壞性的自由基。可利用加氫脫硫和加氫脫氮（hydrodenitrogenation）來解決這類問題，並產生可與基準原油相媲美的產品。酚類可通過水萃法去除。通過添加氫（加氫裂解）或去除碳（焦化）來調整氫碳比率，可把頁岩油原油升級為運輸用的燃料（重油）。 
通過某些技術（例如Kiviter工藝）所生產的頁岩油無需進一步升級，即可當作油和酚類化合物原料使用。經由Kiviter工藝的餾出油也可用作石油衍生重油的稀釋劑，以及瀝青等材料的增粘添加劑。

## 用途
第二次世界大戰之前，大多數頁岩油都經升級，而用作運輸燃料使用。之後則用作化工中間體、純化學品和工業樹脂的原料，並用作鐵路枕木的防腐劑。截至2008年，頁岩油主要用作取暖油和船舶用燃料，有少數會用於各式化學品的生產。
頁岩油富含高沸點化合物，適合生產煤油、噴氣機燃料和柴油等中間餾分物。 進一步裂解可產生較輕的碳氫化合物（如汽油）。 
“淺硫化頁岩油”(PSSO)是種硫化和氨中和的變體，稱為“Ichthammol”（化學物質：鱼石脂，在醫學上用作治療各種皮膚疾病的藥物）至今仍為人們使用。 

## 儲量與產量
根據目前技術，全球可開採的油頁岩儲量估計約可生產2.8至3.3萬兆桶（450×109至 520×109立方米）頁岩油，其中美國的儲量最大，據信有1.5-2.6萬兆桶(240×109–410×109立方米).估計2008年全球頁岩油產量為每天17,700桶（2,810立方米/天）。主要生產國是中國（每天7,600桶（1,210立方米/天））、愛沙尼亞（每天6,300桶/天（1,000立方米/天））和巴西（3,800桶/天（600立方米/天））。2009年1月奧巴馬上任時，美國單月原油產量約為1.59億桶；至2025年3月，已升至4.18億桶，增幅顯著。
開採頁岩油因技術困難和成本高昂而受到阻礙。美國內政部土地管理局在2011年3月對科羅拉多州、猶他州和懷俄明州的商業開採提案提出質疑，稱“對於開採頁岩油，目前尚無經濟上可行的商業模式”。美國能源信息署（IEA）有時使用“頁岩（緻密）油”來指緻密油，“原油……直接從緻密油地層中生產”。 美國在2021年每天生產723萬桶此類緻密油，約占美國原油總產量的64%。IEA有時也稱緻密油為“頁岩油”，但包括從油頁岩中提煉的任何固體燃料。